# Ібадизм
Ібадизм (араб. الاباضية, латиніз. al-Ibāḍiyyah) — найбільш «поміркована» з трьох основних течій у хариджитському ісламі, послідовники Абдаллаха ібн Ібада. 684 року серед хариджитів відбувся розкол: азракіти виступили проти Омеядів, а Абдаллах залишився у Басрі, відмовившись від збройної боротьби, очолив «помірковане» крило хариджитів.
Ібадизм — єдине з хариджитських відгалужень, що існує досі. Сьогодні ібадити становлять більшість населення Оману та острова Занзібар, їхні спільноти також існують в Алжирі, Тунісі та Лівії.   

## Історія

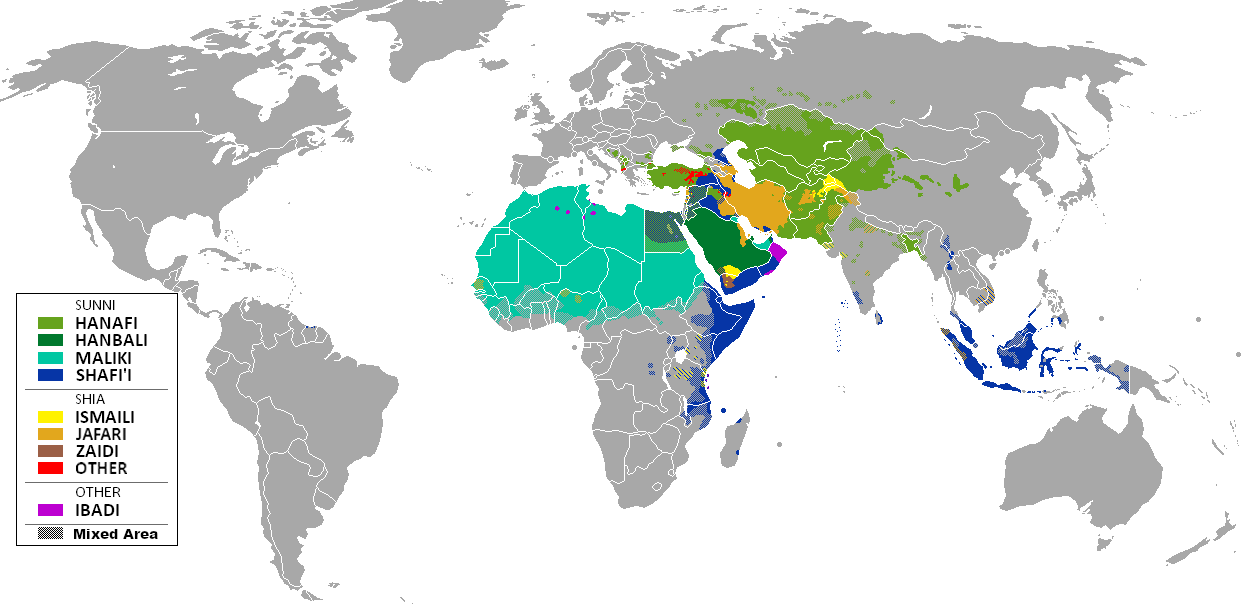
Поширення в Світі трьох найбільших гілок ісламу: шиїзму, сунізму та ібадизму.

Справжнім засновником і вчителем ібадитської спільноти був Джабір ібн Зайд (родом з Оману, помер близько 717). На початку VIII ст. ібадити Басри активізували політичну діяльність, тому більшість їхніх лідерів (у тому числі й Джабір) були вислані до Оману. Однак Басра продовжувала лишатись духовним центром. Новий глава спільноти Абу Убайда розіслав у різні кінці мусульманського світу своїх емісарів для підготовки загального ібадитського повстання. На руїнах Омеядського халіфату він мав намір створити «всесвітній ібадитський імамат». Вже через кілька років у різних куточках Халіфату спалахнули ібадитські повстання. Наприкінці 40-х рр. VIII ст. ібадити підняли повстання у Південній Аравії й навіть тимчасово захопили Мекку й Медину. Значних успіхів досягли ібадити у Омані, куди переселилися з Басри їхні вожді й учителі. До кінця ІХ ст. ібадити Оману лишались незалежними, потім країна була завойована аббасидськими військами, та з початку ХІ ст. влада Аббасидів у Омані впала.

Найбільшого політичного успіху досягли ібадити у Північній Африці. До середини VIII ст. ібадитський імамат поширився вже на всю Західну Лівію. Хоча ібадити й були розгромлені аббасидськими військами в 761 р., вони ще довго продовжували успішно діяти проти Аббасидів.
У 70-х роках VIII ст. утворилася ібадитська держава Рустамідів, політичним і релігійним центром якого було місто Тахарт. Рустамідам вдалося об’єднати всі ібадитські області й племена Північної Африки. Ібадитські спільноти Басри і всього Сходу визнали верховну владу Рустамідів. Однак, після перемоги Аглабідів (800-909) і Фатімідів (початок Х ст.) ібадитський імамат розпався. У різних частинах Північної Африки залишились невеликі ібадитські спільноти, що існують і сьогодні.

## Релігійно-політична доктрина
Основою релігійно-політичної доктрини ібадизму було вчення про імамат. Ібадити не вважали існування імамату безумовною необхідністю. Вони також допускали одночасне співіснування декількох імамів у різних частинах мусульманського світу. Імам вибирався таємно радою шейхів, а рішення оприлюднювалось. Імам ібадитів вважався повноправним і безумовним правителем (воєначальником, суддею, богословом-факіхом), якщо він беззастережно дотримувався всіх приписів Корану, суни, і слідував прикладу перших ібадитських імамів. У випадку порушення цих умов імам міг бути усунутий за рішенням ради шейхів.

У догматиці ібадизму втілилися догматичні концепції сунітів і мутазилітів. Як і суніти, ібадити детерміністи, вони проповідують, що Аллах — творець людських вчинків. У вченні про єдинобожжя ібадити дотримуються вчення мутазилітів.
 
Заперечуючи вбивство за релігійними і політичними мотивами (принцип, який проголошували і втілювали хариджити), — ібадити вважали дозволеним вбивати антропоморфістів. На відміну від інших хариджитів, ібадити не вважали «невірними» своїх противників-мусульман, дозволяли вступати у шлюб з неібадитами.